# Parti communiste du Népal (uni)
Pour les articles homonymes, voir Parti communiste du Népal.
Ne doit pas être confondu avec Parti communiste du Népal (uni) (1991-2005).
Le Parti communiste du Népal (uni) – en népalais : नेपाल कम्यूनिष्ट पार्टी (संयुक्त) – est un parti politique du Népal, d'idéologie communiste, créé en 2007.
Le parti est désigné, par les médias anglophones du Népal ou au niveau international, sous l'appellation Communist Party of Nepal (United) ou, en abrégé, CPN (United) ou CPN-United.
Il est strictement homonyme du Parti communiste du Népal (uni) (1991-2005), formation aujourd'hui disparue.

## Histoire
Le parti a été créé en 2007, à l'issue d'une scission depuis le Parti communiste du Népal (marxiste uni).
L'équipe dirigeante comprend notamment :
- Chandra Dev Joshi, président du parti ;
- Ganesh Shah, secrétaire général, par ailleurs membre du parlement intérimaire ayant siégé jusqu'en 2008.

## Assemblée constituante
Dans l'Assemblée constituante mise en place à la suite du scrutin du 10 avril 2008, le Parti communiste du Népal (uni) dispose de 5 sièges (sur 601) :
- 0 députés (sur 240) élu au scrutin uninominal majoritaire à un tour ;
- 5 députés (sur 335) élus au scrutin proportionnel de liste à un tour ;
- 0 député (sur 26) nommé par le gouvernement intérimaire multipartite.

L'un des députés élus à la proportionnelle, Sunil Babu Pant, a attiré l'attention de certains médias, le parti ayant fait le choix, par cette candidature, de « veiller au respect des droits des gays et autres minorités ».